# 日中経済貿易センター
一般社団法人日中経済貿易センター（にっちゅうけいざいぼうえきセンター、JAPAN-CHINA ECONOMIC RELATIONS AND TRADE CENTRE／JCC）は、日本と中国の経済交流の促進を目的に設立された経済民間団体で、日中国交正常化以前の1954年に設立。大阪市中央区に本部を置く。会員企業の日中間ビジネスのサポートを主な業務としている。

## 沿革
- 1954年 高碕達之助氏らの支援のもとに日本国際貿易促進協会関西総局創立
- 1958年 日本国際貿易促進協会関西本部と改称
- 1960年 友好商社推薦制度を中国側と協議し開始
- 1967年 北京事務所開設
- 1971年 関西財界訪中団（団長＝佐伯勇団長）実現、同団に参加
- 1973年 中国大慶原油輸入のために国際石油株式会社を設立
- 1984年 日中経済貿易センターと改称
- 2003年 上海事務所開設
- 2005年 大連代表処開設
- 2008年 青島デスク開設
- 2009年 浙江省出向者デスク開設
- 2010年 東京デスク開設
- 2010年 一般社団法人日中経済貿易センターと改称
- 2012年 山西デスク開設

## 活動
- コンサルティング
会員企業の日中間での進出支援、進出後の現地での事業支援を行う。
貿易、投資、法律、労務、税務、会計など問題について、必要に応じてあらゆる業種に亘る会員をサポートを行う。
経営相談室を設け、個々の企業で解決が困難な日中間の通商問題についてコンサルティングを行う。
- ビジネスマッチング
日中双方向の製品、技術、サービスのマッチングをサポートを行う。
- 現地サポート
中国にある5つの事務所があり、現地でのサポート体制サービスを行う。
- 各種経済交流行事の開催
各分野の専門家を招き、各種講演会を開催を行う。日中における、中国各地の産業動向や市場ニーズに主眼を置いたセミナーの開催協力を行う。
日本、中国それぞれで多くのセミナー、展示会の開催推進を行っている。「アジアファッションフェア」、「中国山東省輸出商品展示商談会」、「中国江蘇省輸出商品展示会」、「中国国際装備製造業博覧会」、「中国国際環境保護博覧会」、「中国国際リチウム電池工業展覧会」などがある。
- 技能実習生の受け入れ
中国現地で事業経営されている合弁企業、現地法人、取引先企業などの人材養成、技術向上のための技能実習生を受け入れ事業を行っている。
現在中国に加え、ベトナム、ミャンマー、カンボジア、インドネシアなど東南アジア諸国の実技能習生のもけ入れ協力を行っている。
- 中国情報サービス「JCCNET」
インターネットを利用した中国ビジネス情報提供サービス。「中国事業よろず相談室」では中国ビジネスの実務に関するあらゆる質問を受け付け、ビジネスに関する情報を発信を行う。また、データライブラリにはビジネスに必要な中国の法規類、通達、統計を中心に日本語翻訳して有り、数千件のデータ蓄積がある。
- 月刊会報誌「JCCマンスリー」
毎月20日発行。各事務所・デスク（大阪・東京・北京・上海・大連・青島など）の活動報告や、月々の中国の経済・貿易動向、最新の重要政策・法律、最低賃金や社会保障など各種データを随時掲載を行う。「産業動向」や「対中事業」など最新の中国の産業や日本企業の進出状況がわかる統計がある。